# Saison 24 d'Inspecteur Derrick
 (juillet 2025).
La mise en forme du texte ne suit pas les recommandations de Wikipédia : il faut le « wikifier ».
Les points d'amélioration suivants sont les cas les plus fréquents. Le détail des points à revoir est peut-être précisé sur la page de discussion.
- Les titres sont pré-formatés par le logiciel. Ils ne sont ni en capitales, ni en gras.
- Le texte ne doit pas être écrit en capitales (les noms de famille non plus), ni en gras, ni en italique, ni en « petit »…
- Le gras n'est utilisé que pour surligner le titre de l'article dans l'introduction, une seule fois.
- L'italique est rarement utilisé : mots en langue étrangère, titres d'œuvres, noms de bateaux, etc.
- Les citations ne sont pas en italique mais en corps de texte normal. Elles sont entourées par des guillemets français : « et ».
- Les listes à puces sont à éviter, des paragraphes rédigés étant largement préférés. Les tableaux sont à réserver à la présentation de données structurées (résultats, etc.).
- Les appels de note de bas de page (petits chiffres en exposant, introduits par l'outil «  Source ») sont à placer entre la fin de phrase et le point final[comme ça].
- Les liens internes (vers d'autres articles de Wikipédia) sont à choisir avec parcimonie. Créez des liens vers des articles approfondissant le sujet. Les termes génériques sans rapport avec le sujet sont à éviter, ainsi que les répétitions de liens vers un même terme.
- Les liens externes sont à placer uniquement dans une section « Liens externes », à la fin de l'article. Ces liens sont à choisir avec parcimonie suivant les règles définies. Si un lien sert de source à l'article, son insertion dans le texte est à faire par les notes de bas de page.
- La présentation des références doit suivre les conventions bibliographiques. Il est recommandé d'utiliser les modèles {{Ouvrage}}, {{Chapitre}}, {{Article}}, {{Lien web}} et/ou {{Bibliographie}}. Le mode d'édition visuel peut mettre en forme automatiquement les références.
- Insérer une infobox (cadre d'informations à droite) n'est pas obligatoire pour parachever la mise en page.

Pour une aide détaillée, merci de consulter Aide:Wikification.
Si vous pensez que ces points ont été résolus, vous pouvez retirer ce bandeau et améliorer la mise en forme d'un autre article.
Chronologie
Saison 23 Saison 25
Cet article présente le guide des épisodes de la vingt-quatrième saison de la série télévisée allemande Inspecteur Derrick.

## Saison 24 (1997)
Les dix épisodes de la vingt-quatrième saison sont :
| N° | N° ép. | Titre Français | Titre original                        | Personnages principaux  |
| -- | ------ | --- | ------------------------------------- | ----------------------- |
| 1  | 267    | Corruption - Date de 1re diffusion : 03/01/1997 (ZDF) - Synopsis : " Un nouveau dealer approvisione les drogués du quartier. Évidemment, cela ne plaît pas à Andreas Zeisig, le fournisseur habituel, qui n'hésite pas à le descendre. Pour échapper à la police qui a été prévenue, Zeisig abandonne sa voiture sur place et contraint Harald Breuer, qui passait par là en voiture, à s'enfuir avec lui loin des lieux du crime. Breuer est un raté qui ne survit que grâce à l'argent de son père. Zeilig lui propose 10.000 marks contre un faux alibi, en convenant qu'ils étaient tous les deux chez Breuer au moment des faits. Mais Derrick et Klein n'y croient pas un instant. " - Voiture de service : BMW Série 7 immatriculée M°RV9115. - Distribution : Horst Tappert (Inspecteur Stefan Derrick), Fritz Wepper (Inspecteur Harry Klein), Willy Schäfer (Agent Willy Berger), Ulrich Matthes (Harald Breuer), Pierre Sanoussi-Bliss (Andreas Zeisig), Peter Roggisch (Mr. Breuer), Catherine Flemming (Renate Winzer), Gert Burkard (le restaurateur), Franjo Marincic (Kellner), Randolf Kronberg (le baron de la drogue), Alexander Duda (le dealer), Inge Schulz (la secrétaire de Mr. Breuer), Ulrich Boris Pöppl (un passant surveillant la scène de la drogue), Julia Schönfeld (une escorte), Martin Ontrop (le drogué avec les lunettes en nickel), Ulrike Schwarz (la junkie avec un piercing aux lèvres) | Eine kleine rote Zahl                 | Derrick, Klein, Berger. |
| 2  | 268    | La bonne décision - Synopsis : " Andy Klenze, un jeune policier, assiste impuissant au meurtre d'une jeune femme par deux individus masqués. Il échoue à appréhender celui qui a tiré, mais il réussit à lui enlever sa cagoule et à mémoriser son visage. Derrick et Klein arrêtent Arnold Leskow, déjà fiché par la police, grâce au portrait robot établi par Klenze. Mais ce dernier reçoit une photo de sa fille barrée d'une croix. Le message est clair : s'il désigne le tireur, son enfant sera tuée. Mais les inspecteurs se rendent parfaitement compte que Klenze a menti en déclarant ne pas reconnaître le suspect lors de la confrontation. " - Distribution : Horst Tappert (Inspecteur Stefan Derrick), Fritz Wepper (Inspecteur Harry Klein), Willy Schäfer (Agent Willy Berger), Volker Lechtenbrink (Robert Kaltenbach), Stefan Kolosko (Andy Klenze), Ronald Nitschke (Arnold Leskow), Julia Richter (Helga Klenze), Renata Zedníková (Anna), Katharina Hoffmann (Lisa Klenze), Holger Petzold (le chef de l’action Leskov), Jürgen Schilling (un invité au restaurant), Salvatore Pascale (un auteur) | Gegenüberstellung                     | Derrick, Klein, Berger. |
| 3  | 269    | Justice aveugle - Synopsis : " Herta, la jeune femme de Gregor Lenau, est retrouvée étranglée devant la banque où elle était venue déposer la recette hebdomadaire de sa boutique. Mr. Lenau est anéanti, et fait un malaise cardiaque. À la suite de cette tragédie, Lore, son ex-femme, réapparaît. Derrick et Klein observent Lore reprendre sa «place» auprès de son ex-mari, dans cette maison qui fut autrefois son foyer, comme si de rien n'était... " - Voiture de service : BMW Série 7 immatriculée M•RV9115. - Distribution : Horst Tappert (Inspecteur Stefan Derrick), Fritz Wepper (Inspecteur Harry Klein), Willy Schäfer (Agent Willy Berger), Christiane Hörbiger (Lore Lenau), Klausjürgen Wussow (Gregor Lenau), Holger Handtke (Martin Lenau), Irina Wanka (Herta Lenau, l'épouse), Natali Seelig (Marietta Lenau), George Lenz (Richard Lenau), Gabriele Dossi (Maria Wendeguth), Norbert Goth (le médecin à l’hôpital), Heinz Simon Keller (le notaire), Heinz Rilling (l'automobiliste et témoin), Dieter Kettenbach, Veronika von Quast (l'infirmière) | Verlorener Platz                      | Derrick, Klein, Berger. |
| 4  | 270    | Les poteaux indicateurs - Synopsis : " Le jeune Lorenz Rosenfeld est approché par Bernd Weinding, qui appartient à une organisation qui prône une nouvelle pensée universelle de vie. Weinding charge sa sœur Marga de charmer Lorenz, qui tombe très vite amoureux. Manipulé, ce dernier donne les pleins pouvoirs sur ses biens bancaires à un avocat, qui n'est autre que celui de la secte. Il est subjugué par les discours sur « les poteaux indicateurs » qui doivent, selon le gourou, révolutionner la façon de pensée de la société humaine actuelle. Le père de Lorenz est victime d'un meurtre commandité, maquillé en accident de la route. Lorenz se retrouve avec 2 millions de marks en poche... " - Voiture de service : BMW Série 7 immatriculée M•RV9115. - Distribution : Horst Tappert (Inspecteur Stefan Derrick), Fritz Wepper (Inspecteur Harry Klein), Nikolaus Gröbe (Lorenz Rosenfeld), Roswitha Schreiner (Marga Weinding), Jacques Breuer (Bernd Weinding), Gertraud Jesserer (Mme Rosenfeld), Hans Peter Hallwachs (Dr Rosenfeld), Raphael Wilczek (Rubin), Michael Zittel (Carossa), Christian Alexander Koch (Kaselke), Dirk Mierau (l'officier de police « Gerhard »), Peter Raab (le policier devant la maison du Dr Rosenfeld), Norbert Heckner (l'homme au vernisage) | Gesang der Nachtvögel                 | Derrick, Klein, Berger. |
| 5  | 271    | Enfance volée - Synopsis : " Un soir, Walter Ahrens, un écrivain, découvre la jeune Anja Kajunke cachée dans sa cabane de jardin. La jeune fille est effrayée, comme une bête prise au piège. Elle finit par expliquer à Ahrens qu'elle a fui son domicile, car Alfred, son père, la viole à chaque fois qu'il rentre saoul, chaque jour. Quatre semaines plus tard, Kajunke est retrouvé poignardé dans le hall d'entrée de son immeuble. Très vite, Ahrens décrit à Derrick et Klein comment il est entré dans la vie de cette famille torturée par un père maniaque, et comment il a pris Anja sous son aile." - Distribution : Horst Tappert (Inspecteur Stefan Derrick), Fritz Wepper (Inspecteur Harry Klein), Daniel Friedrich (Walter Ahrens), Katja Woywood (Anja Kajunke), Irene Clarin (Mme Kajunke), Franjo Marincic (Kajunke), Sarah Deissenböck (Milly Kajunke), Regine Leonhardt (Anneliese Lünnhof), Klaus Höhne (Mr Hessler, le voisin de Kajunke), Inge Schulz (Mme Hessler), Edgar Walther (l'hôte), Wolfgang Schatz (le médecin d'urgence sur place), Philipp Kramer (Alfred, le fils de l’hôte), Heiko Ruprecht (l'invité au pub qui joue aux fléchettes) | Fundsache Anja                        | Derrick, Klein, Berger. |
| 6  | 272    | Les portes de l'enfer - Date de 1re diffusion : 20/06/1997 (ZDF) - Synopsis : " Armin Terzan arrive d'Espagne. À cause d'un long voyage d'affaires, il n'a pu assister à l'enterrement de sa petite-fille de 10 ans, Carina, violée et assassinée. Il offre son aide à Derrick et Klein qui n'ont encore aucune piste. Terzan montre la vidéo que Carina lui avait envoyée pour le poney qu'il lui avait offert. L'insistance de Terzan et le caractère hautement émotionnel de l'affaire convainquent Derrick de l'impliquer dans les recherches. Celles-ci conduisent à un studio de films pornographiques. " - Voiture de service : BMW Série 7 immatriculée M°RV9115. - Distribution : Horst Tappert (Inspecteur Stefan Derrick), Fritz Wepper (Inspecteur Harry Klein), Willy Schäfer (Agent Willy Berger), Marion Kracht (Sophie Lauer), Martin Benrath (Armin Terza), Michaela Rosen (Hulda Brandecker), Götz Hellriegel (Manuel Bonte), Will Danin (Carlo Bonte), Michael Cock (Bruno Brandecker), Peter Bertram (Mr Terza), Adela Florow (Luise Terza), Paul Neuhaus (le directeur du centre équestre), Helmut Haiberger, Birgit Maier (une habitante), Norbert Goth (le réceptionniste), Claudia Ippen, Sabine Klein, Jana Schölermann (Carina Terza), Dieter Kettenbach, Jennifer Kals | Hölle im Kopf                         | Derrick, Klein, Berger. |
| 7  | 273    | SOS solitude - Date de 1re diffusion : 25/07/1997 (ZDF) - Synopsis : " Dans une annonce, le jeune prêtre Bernhard Laux fait paraître son numéro de téléphone, joignable 24h/24, pour tous ceux qui pensent à se suicider, afin de les aider à ne pas passer à l'acte. Après avoir échoué à sauver une jeune fille en détresse, il reçoit l'appel d'un certain Gropius, qui lui donne son adresse, mais peu après un coup de feu éclate au téléphone. Trop tard pour le sauver ! Arrivés sur place, Derrick et Klein inspectent la pièce où a eu lieu le drame, mais certains détails ne collent pas avec l'apparent suicide. " - Voiture de service : BMW Série 7 immatriculée M°RV9115. - Distribution : Horst Tappert (Inspecteur Stefan Derrick), Fritz Wepper (Inspecteur Harry Klein), Willy Schäfer (Agent Willy Berger), Michael Maertens (Bernhard Laux), Rita Russek (Helene Gropius), Hanns Zischler (Robert Reitmoor), Horst Bollmann (Notting), Gaby Herbst (Helene Laux), Helmut Pick (Johannes Bender), Margitta-Janine Lippok (Vera Reitmoor), Sanja Küffer (Lucie Reitmoor), Susanne-Talisa Busse (Lora), Ole Pfennig (le témoin oculaire), Jutta Bunk (la responsable du vestiaire), Karoline Guthke (une prostituée devant la boîte de nuit), Andreas Heinzel, Waldemar Wichlinski et Thomas Killinger (les policiers sur les lieux), Thomas Luft (le serveur)                                                 | Die Nächte des Kaplans                | Derrick, Klein, Berger. |
| 8  | 274    | La mort d'un ennemi - Synopsis : " Arno Beck a renversé Mandy Waldhaus il y a 5 ans, la rendant paralysée à vie. Elle a juré de le tuer dès qu'il sortira de prison. Un mois après avoir été relâché, Beck est effectivement assassiné. Mandy avoue tout de suite le meurtre, mais défie Derrick de trouver comment elle a pu concrétiser son souhait. " - Distribution : Horst Tappert (Inspecteur Stefan Derrick), Fritz Wepper (Inspecteur Harry Klein), Willy Schäfer (Agent Willy Berger), Katja Woywood (Mandy Waldhaus), Friedrich von Thun (Armin Waldhaus), Gila von Weitershausen (Erika Waldhaus), Veit Stübner (Grossner), Georg Schuchter (Arno Beck), Angela Hobrig (Anneliese Beck), Inge Schulz (Mme Zechner), Christoph Mainusch (le photographe), Alexander-Klaus Stecher (le reporter), Wolfgang Schatz (un ambulancier) | Der Mord, der ein Irrtum war          | Derrick, Klein, Berger. |
| 9  | 275    | Le message universel - Synopsis : " Un joueur de flûte qui se fait appeler « Kokopelli » distribue à qui veut l'entendre son « message universel » pour revenir à une société humaine en symbiose avec l'amour et l'harmonie. Il observe 2 caïds de la drogue obliger M. Kruse et son fils Peter à distribuer de l'héroïne dans leur bar. Tout de suite après, un jeune drogué arrive pour chercher sa came, mais meurt d'une overdose. Paniqués, les 2 hommes décident de ramener la victime à son domicile, et expliquent tout à Bernhard Strobel, le frère du défunt, et à sa famille. Strobel ne raconte pas toute la vérité à Derrick et Klein. Il décide de prendre sous son aile Susanne, une autre droguée, contre l'avis de son père. " - Distribution : Horst Tappert (Inspecteur Stefan Derrick), Fritz Wepper (Inspecteur Harry Klein), Willy Schäfer (Agent Willy Berger), Georg Preuße (Kokopelli), Philipp Moog (Bernhard Strobel), Iris Junik (Susanne), Stefan Wigger (le père Strobel), Ursula Maria Schmitz (Agnes Strobel), Sebastian Fischer (Edmund Strobel), Klaus Herm (Kruse), Till Topf (Peter Kruse) et Raphael Wilczek (les dealers), Franjo Marincic, Ulrich Boris Pöppl (le restaurateur) | Das erste aller Lieder                | Derrick, Klein, Berger. |
| 10 | 276    | Pornocchio - Synopsis : " « Carlos est mort, et c'est toi le prochain ! » Voici le message que Ritschie Manzer, producteur de films pornos, reçoit d'un appel anonyme, à peine après avoir entendu son ami Carlos Blecher se faire assassiner dans un dernier appel désespéré depuis son portable. Derrick et Klein se retrouvent à enquêter dans le milieu du cinéma X. Gitta Manzer, l'épouse du producteur et partenaire régulière de Carlos à l'écran, se confie sur l’idylle qui le liait à Anna von Landinius, une jeune fille pure et innocente, et pour qui il nourrissait un amour sincère, sans aspect charnel. Tous ses collègues se moquaient ouvertement de lui. Tout cela l'avait grandement bouleversé... " - Distribution : Horst Tappert (Inspecteur Stefan Derrick), Fritz Wepper (Inspecteur Harry Klein), Michaela Merten (Gitta Manzer), Dirk Galuba (Ritschie Manzer), Tobias Hoesl (Carlos Blecher "Pornocchio"), Johanna Klante (Anna von Landinius), Pierre Franckh (Brand), Ernst Jacobi (Johann von Landinius), Christian Alexander Koch (le chauffeur), Gundela Koller (une actrice) | Pornocchio oder die zerbrochene geige | Derrick, Klein, Berger. |